# Bernhard Johannes Klare
Bernhard Johannes Klare (* 13. Mai 1904 in Chemnitz; † unbekannt) war ein deutscher Jurist und Politiker (NSDAP) und von 1939 bis 1945 Oberbürgermeister der Stadt Freital in Sachsen.

## Leben
Johannes Klare wuchs in seiner Geburtsstadt Chemnitz auf und besuchte von 1914 bis 1923 ein Realgymnasium. Anschließend begann er eine Lehre bei der Deutschen Bank und absolvierte von 1926 bis 1923 ein Jurastudium an der Universität Leipzig. Dort promovierte er mit dem Thema „Das kriminalbiologische Gutachten im Strafprozeß“ zum Dr. jur. und war anschließend an mehreren Amtsgerichten in Ost- und Mittelsachsen tätig.
Klare trat zum 1. Mai 1932 der NSDAP bei (Mitgliedsnummer 1.136.484), er war ab 1934 Vorstand des Amtsgerichts Radeburg und leitete die NSDAP-Ortsgruppe der Stadt. Im Frühling 1939 wurde er als Nachfolger von NSDAP-Parteikollege Erhardt Schroeter Oberbürgermeister von Freital, nachdem dieser aufgrund homosexueller Handlungen wegen widernatürlicher Unzucht angezeigt und im Mai am Oberlandesgericht Dresden zu einem Jahr und neun Monaten Gefängnis verurteilt wurde. Klare hatte diese Position bis zum Kriegsende 1945 inne.
Im Mai 1939 war Klare der SS beigetreten und bekleidete den Rang eines Obersturmführers. Nach Einsätzen in der Wehrmacht während des Zweiten Weltkrieges war er gegen Kriegsende bei der SS in Berlin eingesetzt. Dort gilt er seit 1945 als vermisst.